# Biscotto natalizio
Il biscotto natalizio è un tipo di dolce preparato in vari paesi durante il periodo natalizio.

## Storia
I primi biscotti di Natale di cui si ha memoria risalgono al Medioevo, quando giunsero per la prima volta in Europa spezie e altri ingredienti dolci, fra cui cannella, zenzero, pepe nero, mandorle e frutta secca. Nel XVI secolo si diffuse in varie aree del continente europeo l'usanza di consumare biscotti in occasione delle festività natalizie, come i Lebkuchen tedeschi, i pepparkakor (biscotti allo zenzero) svedesi e i krumkake norvegesi. Agli inizi del XVII secolo, gli olandesi importarono la tradizione dei biscotti natalizi anche nel Nord America. Una modifica delle leggi sull'importazione di prodotti negli USA favorì, tra il 1871 e il 1906, l'arrivo di prodotti a basso costo dalla Germania, fra cui i tagliabiscotti, che spesso raffiguravano immagini semplici e stilizzate. Nel medesimo periodo, in America, si diffuse la consuetudine di appendere i biscotti sull'albero di Natale e iniziarono a essere stampate le prime ricette per preparare dolcetti natalizi. A partire dagli anni 1930, nacque la tradizione di offrire del latte e dei biscotti a Babbo Natale la notte tra il 24 e il 25 dicembre.